# День Республики (Казахстан)
День Республики (каз. Республика күні) — национальный праздник Республики Казахстан, отмечается в Казахстане ежегодно 25 октября. Был установлен в качестве национального праздника указом президента Казахстана Нурсултана Назарбаева в 1995 году, в 2009 году был исключён из списка государственных праздников, в 2022 году был установлен вновь в качестве национального праздника.
День Республики — является единственным национальным праздником Казахстана. Согласно закону Республики Казахстан О праздниках, в Казахстане отмечаются национальные праздники, государственные праздники, профессиональные и иные праздники.

## История
25 октября 1990 года в рамках «Парада суверенитетов» в СССР Постановлением Верховного Совета КазССР № 307-XII была принята Декларация о государственном суверенитете Казахской ССР. Декларация провозгласила суверенитет Казахской ССР и декларировала политико-правовые основы Казахстана как независимого государства. В качестве основополагающих принципов суверенной государственности были установлены: унитарное государство, целостность, неделимость и неприкосновенность его территории, возрождение и развитие самобытной культуры, традиций, языка казахского этноса и других этносов Казахстана, укрепление национальной самобытности. Отмечено, что деятельность организаций, призывающих к насильственному изменению конституционного строя, нарушению целостности территории, подрывающих межнациональное согласие, будет преследоваться по закону. Провозглашён принцип самостоятельного, без привлечения других сторон, решения проблем, связанных с политическим, экономически, социальным, национально-культурным строительством в Республике, его административно-территориальной структурой.
18 октября 1995 года Указом Президента Республики Казахстан Нурсултана Назарбаева «О праздничных днях в Республике Казахстан» 25 октября был объявлен Национальным праздником Республики Казахстан — Днем Республики.
13 декабря 2001 года был принят Закон Республики Казахстан N 267 «О праздниках в Республике Казахстан», согласно которому День Республики признан государственным праздником.
В апреле 2009 года Парламентом Казахстана был принят закон «О внесении изменений в закон Республики Казахстан „О праздниках в Республике Казахстан“», который был подписан президентом 22 апреля. Закон исключил День Республики из числа государственных праздников.
29 сентября 2022 года Президент Казахстана Касым-Жомарт Токаев подписал закон «О внесении изменений и дополнений в некоторые законодательные акты Республики Казахстан по вопросам кинематографии, культуры и праздников», согласно которому Дню Республики присвоили статус национального праздника.